# Vediamoci chiaro
Vediamoci chiaro è un film commedia italiano del 1984, diretto da Luciano Salce e interpretato da Johnny Dorelli, Eleonora Giorgi e Janet Agren.

## Trama
Il manager televisivo Alberto Catuzzi, in seguito a un incidente automobilistico, diventa cieco. La compagnia assicuratrice che dovrebbe risarcirlo invia la bella Eleonora Bauer in avanscoperta per cercare di capire se la cecità di Alberto sia reale o meno, naturalmente all'insaputa del malato. Nonostante Alberto sia già sposato, giorno dopo giorno i due s'innamorano.

Improvvisamente, in seguito a un ulteriore trauma, Alberto ritrova la vista, ma proprio mentre sta per rivelare la bella notizia alla moglie Geneviève, scopre che quest'ultima lo tradisce con il suo migliore amico, Gianluca. Alberto decide così di continuare a fingere la cecità per scoprire tutte le magagne che lo circondano, e delle quali non s'era mai accorto a causa della fiducia mal riposta nel prossimo.

## Produzione

### Regia
Il regista Luciano Salce torna in attività dopo alcuni seri problemi di salute sorprendendo, prima di tutti lui stesso, perché era convinto non sarebbe più riuscito a lavorare. Tuttavia sapeva benissimo che la sua attività da quel momento in poi si sarebbe limitata alla regia perché i medici gli sconsigliarono di recitare visto lo stress fisico che comporta.

## Distribuzione
La pellicola è stata distribuita nelle sale cinematografiche italiane il 19 aprile 1984.

### Edizioni home video
Una videocassetta VHS della domovideo è stata la prima pubblicazione italiana del film per il circuito home video, nel 2007 la pellicola è stata distribuita anche su supporto DVD dalla Next Video.

## Accoglienza

### Incassi
La pellicola si è classificata al 50º posto tra i primi 100 film di maggior incasso della stagione cinematografica italiana 1983-1984.

### Critica
Il film ha raccolto critiche poco lusinghiere a causa di diversi fattori come ad esempio la scelta di sfruttare poco il ritratto ambiguo delle TV private, che proprio in quel periodo vivevano un fervente sviluppo, rispetto al cinema che invece era in piena crisi. Anche la trama narrata è ritenuta scontata e prevedibile e a poco serve l'apporto di attori come Dorelli, che in realtà nel ruolo di non vedente non è ai suoi massimi artistici, o della Giorgi e della Agren qui in versione tappezzeria.